# 金町 (岐阜市)
金町（こがねまち）は、岐阜県岐阜市の町名。現行行政地名は金町1丁目から8丁目。郵便番号は500-8842（集配局:岐阜中央郵便局）。

## 地理
岐阜市中央部に位置し、北は明徳町、南は吉野町に接する。
1丁目と2丁目は明徳地区、3丁目から8丁目は徹明地区に属する。南北に通る金華橋通り沿いの町である。

## 世帯数と人口
2024年（令和6年）4月1日現在の世帯数と人口は以下の通りである。
| 町丁      | 世帯数  | 人口  |
| --------- | ------- | ----- |
| 金町1丁目 | 27世帯  | 40人  |
| 金町2丁目 | 9世帯   | 16人  |
| 金町3丁目 | 11世帯  | 15人  |
| 金町4丁目 | 11世帯  | 13人  |
| 金町5丁目 | 56世帯  | 119人 |
| 金町6丁目 | 52世帯  | 119人 |
| 金町7丁目 | 15世帯  | 23人  |
| 金町8丁目 | 50世帯  | 99人  |
| 計        | 231世帯 | 444人 |

## 学区
市立小・中学校に通う場合、学区は以下の通りとなる。
| 地域     | 小学校                   | 中学校                 |
| -------- | ------------------------ | ---------------------- |
| 1～2丁目 | 岐阜市立明郷小学校       | 岐阜市立岐阜中央中学校 |
| 3～8丁目 | 岐阜市立徹明さくら小学校 | 岐阜市立本荘中学校     |

## 歴史

### 町名の由来
金神社の西に位置することによる。

### 沿革
- 1909年（明治42年）6月8日 - 上加納（字柳ケ瀬・神室・高巌）・稲葉（字神室・玉姓・清田）の各一部より、金町が成立[4][6]。
- 1950年（昭和25年） - 杉山町・八ツ寺町・弥八町・若宮町・海老町・高野町・柳ケ瀬町・日ノ出町との間で境界を変更[6]。

## 施設
- NTT金町ビル
- 近畿産業信用組合岐阜支店
- 明治安田生命岐阜支社
- 金神社
- 金公園
- 損害保険ジャパン岐阜中央支店
- 岐阜市文化センター
- みずほ銀行岐阜支店
- ホテルリブマックス岐阜駅前
- ABホテル岐阜
- 大垣共立銀行岐阜駅前支店

## 交通
- 金華橋通り（岐阜県道54号岐阜停車場線・岐阜県道151号岐阜羽島線）